# Анна Австрійська (1432—1462)
Анна Австрійська (нім. Anna von Österreich); (12 квітня 1432 , Відень  — 13 листопада 1462 , Eckartsburgd, Саксонія-Ангальт ) — австрійська принцеса, в шлюбі герцогиня Саксонська, ландграфиня Тюринзька та герцогиня Люксембурзька.

## Біографія
Анна — найстарша дитина римського короля Альбрехта II і принцеси Єлизавети Люксембурзької, дочки імператора Священної Римської імперії Сигізмунда.
20 червня 1446 року Анна у віці 14 років в Єні одружилася з герцогом Саксонським Вільгельмом III. Анна відмовилася від претензій на владу в Австрії, але не від влади в Богемії, Угорщини та інших землях Альбрехта II. Теща передала Вільгельму свої права на Люксембурзьке герцогство, яке він окупував ще в 1441 році, але був вигнаний звідти герцогом Бургундії Філіппом III. Претензіям на владу в Богемії він був змушений поступитися Їржі з Подєбрад. Після смерті Анни брат Владислав Посмертний проголосив Вільгельма герцогом Люксембургу в 1457 році.
Шлюб Анни і Вільгельма був нещасливим, і Вільгельм залишив її, звернувшись до своєї коханки Катаріни фон Бранденштайн. До своєї смерті Анна проживала в Еккартсбурзі. Вона намагалася повернутися до чоловіка, але замість привітання він кинув в обличчя дружини дерев'яний черевик і вислав її назад. Незабаром після смерті Анни в липні 1463 року Вільгельм одружився з Катаріною фон Бранденштайн. Анна була похована в монастирі Райнхардсбрунн.

## Родина
Чоловік —  Вільгельм II, ландграф Тюринзький
ДІти:
- Маргарита Саксонська (1449—1501) — одружена з курфюрстом Бранденбурзьким Йоганом Цицероном (1455—1499)
- Катерина (1453—1534) — одружена Гінеком з Подєбрад (1452—1492)